# Callopistria coelisigna
Callopistria coelisigna là một loài bướm đêm trong họ Noctuidae.